# Terrence Ngassa

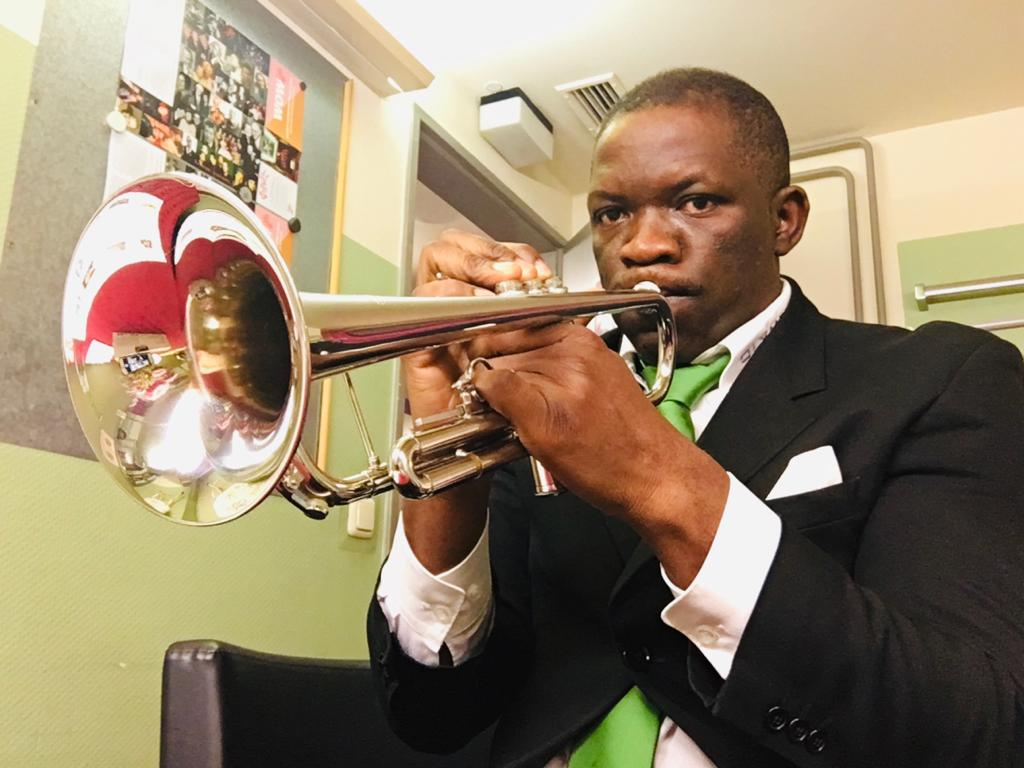
Terrence Ngassa (2019)

Terrence Ngassa (* 15. November 1974 in Bamenda) ist ein kamerunischer Jazzmusiker (Trompete, Gesang).

## Leben und Wirken
Ngassa, der aus einer Musikerfamilie stammt (sein Vater war Solotrompeter im Nationalorchester von Kamerun), wurde sehr früh an die Musik herangeführt. Von 1990 bis zum Abitur 1994 gehörte er zur College-Band des staatlichen Yaoundé-Gymnasiums, die er zuletzt auch leitete. Dann gründete er das Medium Jazz Quintet, mit dem er 1993 bei Jazz sous les manguiers, dem Internationalen Jazzfestival von Yaoundé, teilnahm und als beste Newcomer-Gruppe ausgezeichnet wurde. Er begann, an der Universität Geschichtswissenschaft zu studieren, trat aber weiter im Jazzbereich auf. Auf dem Jazzfestival von Yaoundé wurde er ab 1994 mehrfach als bester Trompeter Kameruns ausgezeichnet.
Während seines Wehrdienstes erhielt er die Gelegenheit zu einem Studium der Musiktheorie. Anschließend studierte er ab 2000 mit einem DAAD-Stipendium an der Hochschule für Musik und Tanz Köln bei Manfred Schoof und wurde zudem Mitglied des Europe Africa Jazz Orchestra unter der Leitung von François Jeanneau. 2002 erhielt er den Jazzpreis der Stadt Köln.
Mit seiner Terrence Ngassa Band, mit der er mehrere Alben unter eigenem Namen veröffentlichte, trat er überregional auf. Auch spielte er als Solist in Jasper van’t Hofs Pili Pili und den Bands von Paul Kuhn und Willy Ketzer, Manfred Schoof und mit Rüdiger Oppermann.

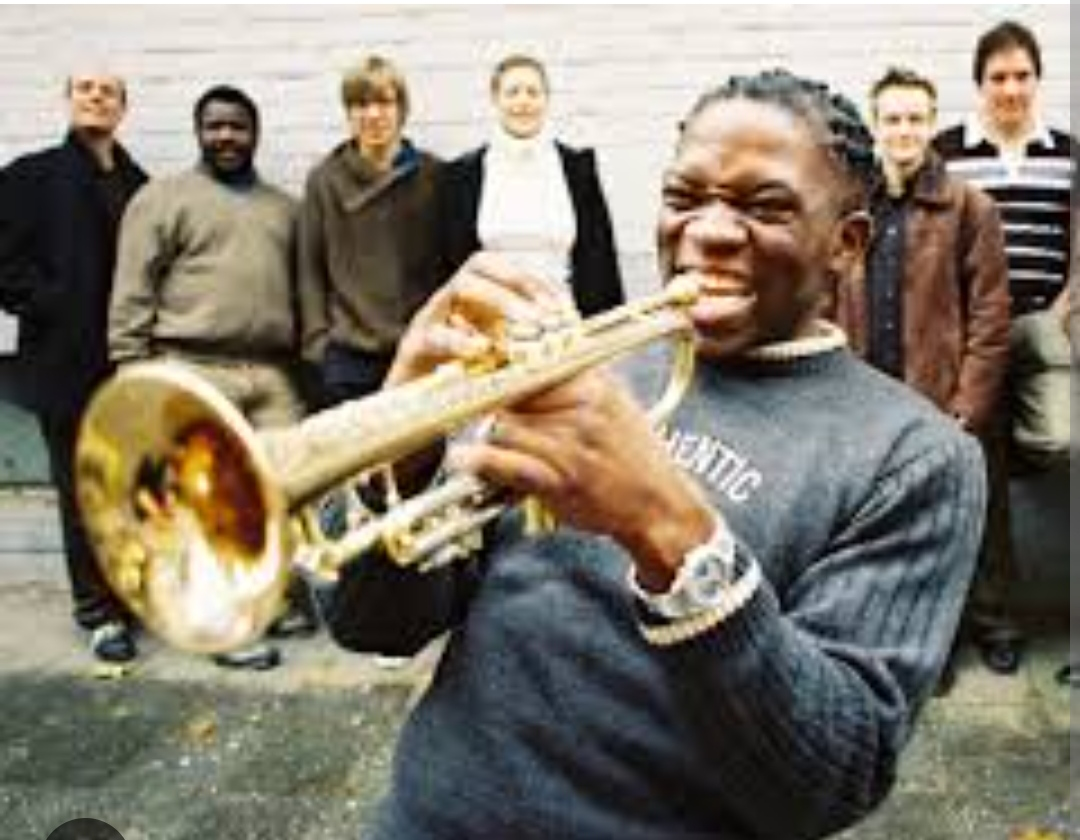
Terrence Ngassa

## Diskographische Hinweise
- Ngassology - Vol. 1 (Bess 2002) (Konnex 2008, mit Thorsten Heitzmann, Maxim Begun, François de Ribaupierre bzw. Peter Ehwald, Florian Weber bzw. Laia Genc, Vitaliy Zolotov, Daniel Speer bzw. Pascal Niggenkemper, Joe Hertenstein bzw. Mirek Pyschny, Christian Fehre)
- Ngassology - Vol. 2 (Konnex 2008, mit Thorsten Heitzmann, Maxim Begun, François de Ribaupierre bzw. Peter Ehwald, Florian Weber bzw. Laia Genc, Vitaliy Zolotov, Daniel Speer bzw. Pascal Niggenkemper, Joe Hertenstein bzw. Mirek Pyschny, Christian Fehre)
- Ngassology - Vol. 3  (2017, mit Jura Wajda, François de Ribaupierre bzw.  Benedikt Hesse, Andreas Reinhard, Christian Fehre)
- Terrence Ngassa Quartett (2021 mit Jura Wajda,  bzw.  Benedikt Hesse, Andreas Reinhard).
- Christmas Hint (2021 mit Dominic Quaye, Benedikt Hesse, Julian Walleck).